# Associazione Calcio Stelvio
L'Associazione Calcio Stelvio è stata una società calcistica con sede a Milano.
Disputò due campionati della massima serie del campionato italiano di calcio nel 1920-1921 e nel 1921-1922.
Il nome deriva probabilmente dal campo di via Stelvio, nel quartiere Bovisa a Milano, utilizzato dal club fino al 1920, in comune dapprima con l'Associazione Milanese del Calcio e successivamente con l'Unione Sportiva Milanese.

## Storia
La società nacque nel 1914, alla vigilia della prima guerra mondiale. Fu iscritta al suo primo campionato di Terza Categoria nel 1914-1915, in seguito al quale sospese l'attività sportiva per cause belliche. Al termine delle ostilità, partecipò al campionato di Promozione nel 1919-1920 e si classificò terza nel girone A; a causa di un allargamento del campionato di massima serie — che arrivò a comprendere ben 64 squadre nella sola lega settentrionale — fu ammessa in Prima Categoria.
La Stelvio disputò in tutto due campionati di massima serie. Nel 1920-1921 arrivò ultima nel proprio girone, conquistando tre soli punti in 6 partite. L'anno seguente — beneficiando di una riammissione in seguito allo sdoppiamento del campionato — disputò nuovamente la Prima Categoria, con risultati ancor più deludenti: ottenne infatti un solo punto nel girone a 4 squadre che comprendeva Cremonese, Trevigliese e Atalanta. Il club venne quindi retrocesso in Seconda Divisione, torneo al quale tuttavia non si iscrisse rimanendo inattivo.
Nell'estate 1924 si fuse con l'Associazione Calcio Olona Milano dando vita all'Associazione Calcio Stelvio Olona Milano che, nel 1927, acquisì la nuova denominazione di Gruppo Sportivo Emilio Tonoli Bovisa.

## Strutture

### Stadio
La Stelvio giocò le sue prime partite casalinghe nel campo di via Stelvio, nel quartiere Bovisa a Milano, dotato di tribuna per 800 spettatori e da cui probabilmente derivò il nome del club.
In Prima Categoria utilizzò invece il campo di via Candiani, poco più a nord del precedente.

## Statistiche e record

### Partecipazione ai campionati regionali C.R.L.
| Livello | Categoria       | Partecipazioni | Debutto   | Ultima stagione | Totale |
| ------- | --------------- | -------------- | --------- | --------------- | ------ |
| Reg.1   | Prima Categoria | 2              | 1920-1921 | 1921-1922       | 2      |
| Reg.2   | Promozione      | 1              | 1919-1920 | 1919-1920       | 1      |